# Tasmanicosa godeffroyi
Tasmanicosa godeffroyi là một loài nhện trong họ Lycosidae. Chúng được Ludwig Carl Christian Koch miêu tả năm 1865.